# Campeonato Mundial de Atletismo de 2011 - 400 m com barreiras masculino
A prova dos 400 metros com barreiras masculino do Campeonato Mundial de Atletismo de 2011 foi disputada entre os dias 29 de agosto e 1º de setembro  no Daegu Stadium, em Daegu

## Recordes
Antes desta competição, os recordes mundiais e do campeonato nesta prova eram os seguintes:
| Tipo                  | Atleta      | Tempo | Local     | Data                 | Ref |
| --------------------- | ----------- | ----- | --------- | -------------------- | --- |
|                       | Kevin Young | 46.78 | Barcelona | 6 de agosto de 1992  | ver |
| Recorde do campeonato | Kevin Young | 47.18 | Stuttgart | 19 de agosto de 1993 | ver |

## Medalhistas
| Ouro               | Prata               | Bronze              |
| David Greene (GBR) | Javier Culson (PUR) | L. J. van Zyl (RSA) |

## Cronograma
| Data           | Hora  | Evento    |
| -------------- | ----- | --------- |
| 29 de agosto   | 11:30 | Bateria   |
| 30 de agosto   | 19:30 | Semifinal |
| 1º de setembro | 21:30 | Final     |

Todos os horários são horas locais (UTC +9)

## Resultados

### Bateria
Qualificação: Os 4 de cada bateria (Q) e os 4 mais rápidos (q) avançam para a semifinal.
| Colocação | Atleta             | Tempo        |
| --------- | ------------------ | ------------ |
| 1         | David Greene       | 48 s 52      |
| 2         | Cornel Fredericks  | 48 s 52      |
| 3         | Georg Fleischhauer | 48 s 72 (PB) |
| 4         | Emir Bekric        | 49 s 67      |
| 5         | Omar Cisneros      | 49 s 69      |
| 6         | Mahau Suguimati    | 49 s 74      |

| Colocação | Atleta                   | Tempo        |
| --------- | ------------------------ | ------------ |
| 1         | L. J. van Zyl            | 48 s 58      |
| 2         | Isa Phillips             | 48 s 64 (SB) |
| 3         | Felix Sánchez            | 48 s 74 (SB) |
| 4         | Kerron Clement           | 48 s 91      |
| 5         | Vincent Kiplangat Kosgei | 49 s 49 (SB) |
| 6         | Jorge Paula              | 49 s 82      |
| 7         | Jamele Mason             | 49 s 98      |

| Colocação | Atleta               | Tempo        |
| --------- | -------------------- | ------------ |
| 1         | Javier Culson        | 48 s 95      |
| 2         | Angelo Taylor        | 49 s 38      |
| 3         | Aleksandr Derevyagin | 49 s 43 (SB) |
| 4         | Andrés Silva         | 49 s 48      |
| 5         | Takayuki Kishimoto   | 49 s 51      |
| 6         | Zhilong Li           | 50 s 44      |
| 7         | Seung-yun Lee        | 52 s 98      |

| Colocação | Atleta           | Tempo   |
| --------- | ---------------- | ------- |
| 1         | Bershawn Jackson | 49 s 82 |
| 2         | Jehue Gordon     | 49 s 90 |
| 3         | Josef Robertson  | 50 s 29 |
| 4         | Jack Green       | 50 s 39 |
| 5         | Wen Cheng        | 50 s 51 |
| 6         | Kenneth Medwood  | 51 s 19 |
| 7         | Takatoshi Abe    | 51 s 90 |

| Colocação | Atleta                  | Tempo        |
| --------- | ----------------------- | ------------ |
| 1         | Jeshua Anderson         | 48 s 81      |
| 2         | Nathan Woodward         | 49 s 06      |
| 3         | Stanislav Melnykov      | 49 s 24 (SB) |
| 4         | Leford Green            | 49 s 45      |
| 5         | Kurt Couto              | 49 s 86      |
| 6         | Yuta Imazeki            | 50 s 92      |
| 7         | Jean Antonio Vieillesse | 51 s 02      |

### Semifinal
Qualificação: Os 2 de cada bateria (Q) e os 2 mais rápidos (q) avançam para a final.
| Colocação | Atleta             | Tempo     |
| --------- | ------------------ | --------- |
| 1         | Javier Culson      | 48:52 (Q) |
| 2         | Cornel Fredericks  | 48:83 (Q) |
| 3         | Angelo Taylor      | 48:86 (q) |
| 4         | Jeshua Anderson    | 49:33     |
| 5         | Jack Green         | 49:62     |
| 6         | Stanislav Melnykov | 49:74     |
| 7         | Takayuki Kishimoto | 50:05     |
| 8         | Josef Robertson    | 50:39     |

| Colocação | Atleta                          | Tempo     |
| --------- | ------------------------------- | --------- |
| 1         | David Greene                    | 48:62 (Q) |
| 2         | Félix Sánchez                   | 49:01 (Q) |
| 3         | Predefinição:TRI-b Jehue Gordon | 49:08     |
| 4         | Isa Phillips                    | 49:16     |
| 5         | Andrés Silva                    | 49:63     |
| 6         | Emir Bekrić                     | 49:94     |
| 7         | Mahau Suguimati                 | 50:89     |
| 8         | Kerron Clement                  | 52:11     |

| Colocação | Atleta                   | Tempo          |
| --------- | ------------------------ | -------------- |
| 1         | Bershawn Jackson         | 48:80 (Q)      |
| 2         | L. J. van Zyl            | 49:05 (Q)      |
| 3         | Aleksandr Derevyagin     | 49:07 (q) (SB) |
| 4         | Leford Green             | 49:29          |
| 5         | Georg Fleischhauer       | 49:36          |
| 6         | Nathan Woodward          | 49:57          |
| 7         | Vincent Kiplangat Kosgei | 49:71          |
| 8         | Omar Cisneros            | 50:10          |

### Final
A final teve inicio ás 21:30 
| Colocação         | Atleta               | Nacionalidade        | Tempo | Notas |
| ----------------- | -------------------- | -------------------- | ----- | ----- |
| Medalha de ouro   | David Greene         | Grã-Bretanha         | 48.26 |       |
| Medalha de prata  | Javier Culson        | Porto Rico           | 48.44 |       |
| Medalha de bronze | L. J. van Zyl        | África do Sul        | 48.80 |       |
| 4                 | Félix Sánchez        | República Dominicana | 48.87 |       |
| 5                 | Cornel Fredericks    | África do Sul        | 49.12 |       |
| 6                 | Bershawn Jackson     | Estados Unidos       | 49.24 |       |
| 7                 | Angelo Taylor        | Estados Unidos       | 49.31 |       |
| 8                 | Aleksandr Derevyagin | Rússia               | 49.32 |       |

Legenda
| Recorde mundial       | Recorde mundial (World record)               |                       | Recorde africano                      | Recorde africano (African) |                                           | Q | Classificado por posição (Qualified) |
| Recorde do campeonato | Recorde do campeonato (Championship record)  | Recorde da América    | Recorde da América (Americas)         | q                          | Classificado por melhor tempo (Qualified) |   |                                      |
| Melhor marca do ano   | Melhor marca do ano (World leading)          | Recorde asiático      | Recorde asiático (Asian)              | DNS                        | Não largou (Did not start)                |   |                                      |
| Recorde nacional      | Recorde nacional (National record)           | Recorde europeu       | Recorde europeu (European)            | DNF                        | Não terminou (Did not finish)             |   |                                      |
| Recorde pessoal       | Recorde pessoal do atleta (Personal best)    | Recorde da Oceania    | Recorde da Oceania (Oceania)          | DSQ / DQ                   | Desclassificado (Disqualified)            |   |                                      |
| Recorde da temporada  | Recorde da temporada do atleta (Season best) | Recorde sul-americano | Recorde sul-americano (South America) | NM                         | Sem marca (No mark)                       |   |                                      |